# Monte di Santa Genoveffa
Il monte di Santa Genoveffa (in lingua francese Montagne Sainte-Geneviève) è una collina sulla rive gauche di Parigi (situata sulla riva sinistra della Senna e del suo affluente Bièvre, non lontano dalla loro confluenza). Occupa gran parte del V arrondissement e del quartiere latino.

## Geografia
Le costruzioni che si sono succedute in circa 2 000 anni rendono la ricerca difficile dal punto di vista geologico. Tuttavia si può fare la seguente ipotesi dagli scavi effettuati: i Romani costruirono l'antica città secondo una pianta a griglia la cui origine era la cima della collina.
Nel 2005, la costruzione di nuovi edifici sul sito dell'Istituto Curie ha permesso di scavare una importante stratigrafia in cima alla montagna di Santa Genoveffa e di studiare l'evoluzione di due insule una delle quali sembra estendersi fino al cardo massimo.
Secondo il sito web "Parigi, città antica":
(Itinéraire antique )
In questo punto l'altezza è di 61 metri.

## Storia

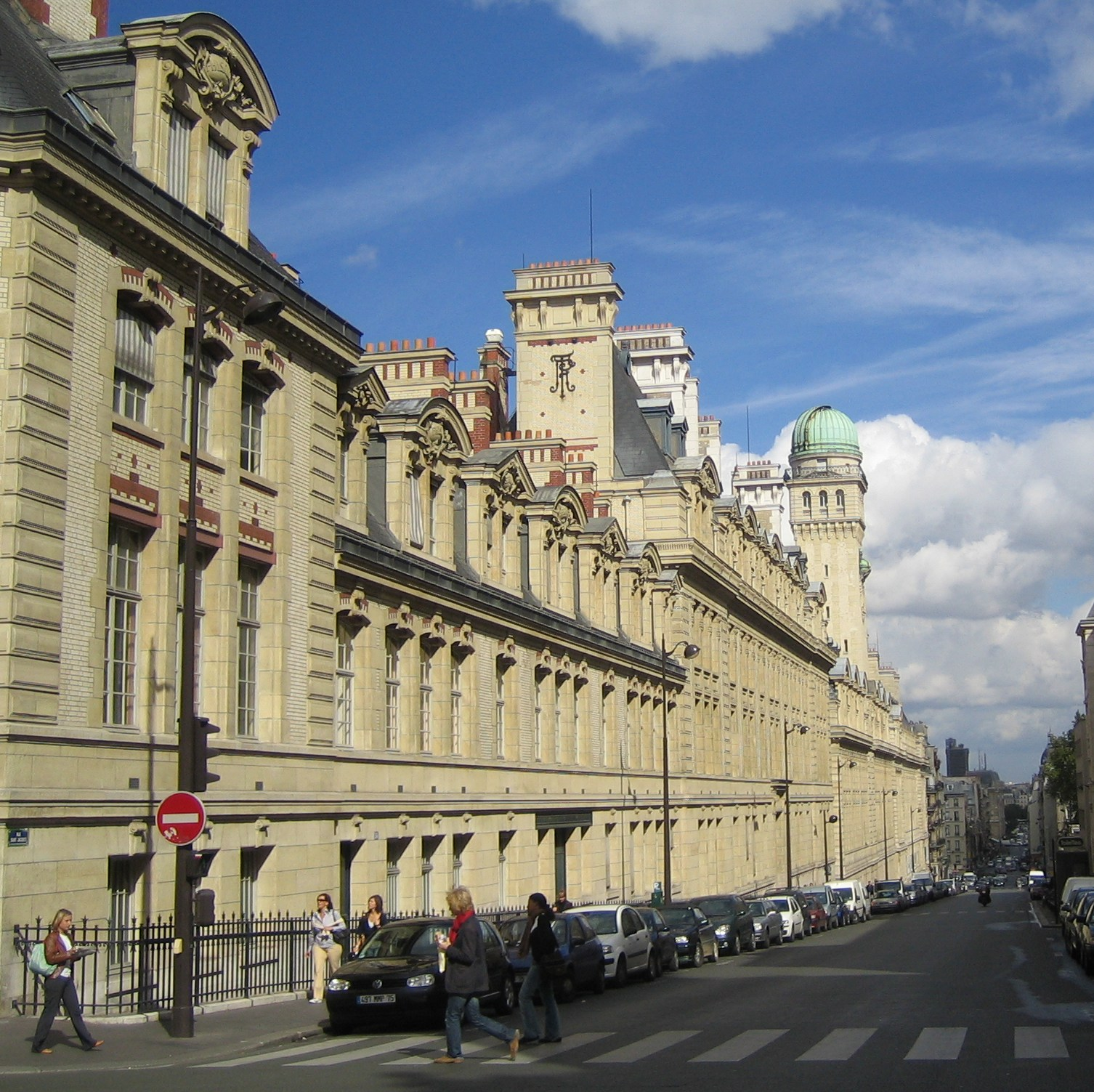
La rue Saint-Jacques e la Sorbona, sul fianco nord della montagna di Santa Genoveffa.

Sul versante settentrionale di questa elevazione, chiamata in epoca romana "Mons Lucotitius" e situata sulla riva sinistra della Senna, che ha dato il nome a Lucotocia, sobborgo di Lutezia, vennero costruiti dei monumenti romani che sono sopravvissuti fino ad oggi: le terme di Cluny, le Arènes de Lutèce e il foro, centro civico della città gallo-romana che si trovava sul sito dell'attuale rue Soufflot. Sulla sommità di questa collina Clodoveo I e sua moglie Clotilde fecero edificare il Monastero dei Santi Apostoli, nel quale Santa Genoveffa saliva per pregare prendendo un sentiero che divenne Rue de la Montagne-Sainte-Geneviève. Il monastero fu poi chiamato Abbazia di Santa Genoveffa e successivamente ospitò le tombe di Clodoveo, Clotilde e della santa.
In cima alla montagna di Santa Genoveffa si trova il Pantheon, mausoleo delle celebrità nazionali di Francia. Questo edificio non è altro che la chiesa di Santa Genoveffa che re Luigi XV decise di far costruire nel 1744. In occasione di una grave malattia, egli aveva fatto voto di far costruire una chiesa in onore di Santa Genoveffa qualora fosse sopravvissuto.
Il settore urbano costruito sulla montagna di Santa Genoveffa fa parte del quartiere latino che ospita diverse scuole e istituzioni prestigiose: la Sorbona, il Collège de France, l’antica École polytechnique, l’École normale supérieure, l’antica faculté de droit, l'École supérieure de physique et de chimie industrielles, l'École nationale supérieure de chimie de Paris (chimie ParisTech) e l’Istituto Curie. Vi si trovano anche i licei Louis-le-Grand, Saint-Louis e Henri IV (costruiti in parte sull'area dell'antica Abbazia di Santa Genoveffa).